# Stadion-Paradoxon
Das Paradoxon der sich bewegenden Blöcke oder Stadion-Paradoxon von Zenon von Elea ist, im Gegensatz zu seinen anderen Paradoxa, ein einfacher Fehlschluss.
Es wird so argumentiert: Es bewegen sich vier Blöcke BBBB gleicher Größe längs vier ruhenden Blöcken AAAA gleicher Größe, und es bewegen sich vier Blöcke CCCC gleicher Größe in entgegengesetzter Richtung wie BBBB, aber mit gleicher Geschwindigkeit. BBBB wird nun zwei Blöcke von AAAA in gleicher Zeit passieren wie vier Blöcke von CCCC. Da die Geschwindigkeit gleich bleibt, und Geschwindigkeit ja gemessen wird als Weg pro Zeit, ist halbe Zeit gleich doppelter Zeit.
Alexander von Aphrodisias illustriert Zenons Argument mit folgendem
Diagramm:
```
  AAAA
BBBB→
   ←CCCC

```

wird zu
```
  AAAA
  BBBB→
 ←CCCC

```

Der Fehlschluss entsteht, weil der Begriff der Relativbewegung fehlt. Die Argumentation könnte folgendermaßen sein:
Wenn der rechte B Block sich einen Block nach rechts weiterbewegt – die Entfernung E m –, mit der Geschwindigkeit von G m/s, so braucht er dafür E/G s. Dieselbe Bewegung erfordert vom linken C, dass es sich über das rechte B einen Block weiter zum vorletzten Block B rechts bewegt, was einer Entfernung von 2 E entspricht. Daraus schließt Zenon, dass, da die C sich mit der Geschwindigkeit G m/s bewegen, die Bewegung eben auch 2E/G s dauert. Und so ist „die halbe Zeit (E/G) gleich der doppelten (2E/G)“, denn anscheinend benutzt eine Bewegung beide Zeiten.
Das Paradoxon ist jedoch die erste Vorstellung von der Relativität der Bewegung in der antiken Literatur.
Eine Rekonstruktion des Paradoxons verwendet es als Argument gegen eine diskontinuierliche Struktur des Raumes und der Zeit. Wenn es kleinste Einheiten von Raum und Zeit gibt, bewegen sich BBBB und CCCC, die die kleinsten Untereinheiten aufweisen, in diesen minimalen Zeitintervallen immer um zwei Blöcke aneinander vorbei, aber einige (jeder zweite) dieser Blöcke B und C bewegen sich dabei aneinander vorbei, ohne sich zu passieren.
Eine andere Rekonstruktion geht davon aus, dass Aristoteles das Paradoxon umschreibt, um dem Zenonschen Argument einen Sinn abzugewinnen. Dabei wird in dem Paradoxon nicht von drei, sondern von zwei sich bewegenden Blöcken ausgegangen, wobei sich AAAA von der Mitte des Stadions an den rechten Rand bewegt und auf seinem Weg unendlich viele Teilstrecken passiert, während BBBB mit gleicher Geschwindigkeit in die andere Richtung vom rechten an den linken Rand des Stadions ebenso unendlich viele Teilstrecken passiert. Wegen der gleichen Geschwindigkeit muss nun die Annahme, dass die beiden Teilstreckengesamtheiten gleich groß seien, zu der Absurdität führen, halbe Zeit sei ganze Zeit. Zenon hat also entdeckt, dass bei unendlichen Mengen nicht immer das Ganze größer als der Teil sein müsse.